# 司馬羕
司馬羕（284年—329年），字延年。晉朝宗室，晋宣帝司馬懿之孙，汝南王司馬亮第三子，受封西陽王。西晉末年南渡江南，受晉元帝尊崇，官至太宰。後來因弟弟司馬宗意圖作亂而被免官。蘇峻之亂時，司馬羕支持叛亂的蘇峻，在事平後被賜死。

## 生平
太康十年（289年），司馬羕獲封西陽公，官拜散騎常侍。元康元年（291年），父親司馬亮被楚王司馬瑋殺害，年僅八歲的司馬羕因獲鎮南將軍裴楷幫助逃走而得免被誅殺。司馬瑋被賈后誅殺後，司馬羕進爵為西陽王。任步兵校尉、左軍驍騎將軍。
永興元年（304年）任侍中，但不久就因長沙王司馬乂被誅殺，自己是其黨人而被廢為庶人。光熙元年（306年），晉惠帝被迎回洛陽，司馬羕的封爵獲得恢復，並任撫軍將軍。永嘉初年拜鎮軍將軍，加散騎常侍，領後軍將軍。後東海王司馬越東出鄄城，司馬羕隨行，及後南渡長江。
司馬羕後來獲承制的司馬睿任命為撫軍大將軍、開府。後應詔與南頓王司馬宗領流民充實中州，但因江西地區荒涼閉塞，於是回到江南。長安被漢國攻破後，司馬羕與百官都勸司馬睿即晉王位，司馬睿最終接納，司馬羕亦升任侍中、太保。司馬睿繼位為帝後錄尚書事，後領大宗師，升任太宰。太寧二年（324年），王敦之亂被平定後，司馬羕加領太尉。司馬羕因為是宗室長輩元老，晉明帝亦特向他下拜，即使司馬羕的士兵有所劫略，因而有人彈劾司馬羕，明帝亦不問罪。
太寧三年（325年），明帝病重，遺詔司馬羕與司徒王導和中書令庾亮等人輔助年幼的太子。明帝死後，太子司馬衍登位，是為晉成帝，因皇帝年幼，下詔要司馬羕依安平王司馬孚的舊例，在殿上設牀帳，由皇帝迎拜他。但同年就被司馬宗圖謀作亂的事件波及而被免官，更遭降爵為弋陽縣王。
咸和二年（327年），蘇峻之亂爆發，蘇峻領兵以討伐庾亮之名進攻建康，朝廷軍隊不能抵禦，最終建康失守，由蘇峻控制了朝政。當時司馬羕就向蘇峻稱述其功勳去討好他，令蘇峻十分高興，於是矯詔恢復司馬羕的爵位。咸和四年（329年）二月，蘇峻之亂被平定，司馬羕被賜死，兩名兒子司馬播和司馬充以及嫡長孫司馬崧都被誅殺，封國被撤消。
直至咸康（335年-342年）初年，司馬羕才獲恢復其屬籍，其孫司馬珉為奉車都尉、奉朝請。

## 家庭
- 司馬播，司馬羕子，與司馬羕一同被賜死。
- 司馬充，司馬羕子，與司馬羕一同被賜死。
- 司馬悝，司馬羕子，元帝時封梁王，並過繼作為梁王司馬肜後嗣。
- 司馬崧，司馬播子，與司馬羕一同被賜死。